# Livno (kommun)
Kommunen Livno (kroatiska: Grad Livno, kyrillisk skrift: Град Ливно) är en kommun i Kanton 10 i västra Bosnien och Hercegovina. Kommunen hade 34 133 invånare vid folkräkningen år 2013, på en yta av 988,65 km².
Av kommunens befolkning är 85,76 % kroater, 11,86 % bosniaker, 1,28 % serber och 0,12 % albaner (2013).